# Strobilanthes matthewiana
Strobilanthes matthewiana är en akantusväxtart som beskrevs av R. W. Scotland. Strobilanthes matthewiana ingår i släktet Strobilanthes och familjen akantusväxter. Inga underarter finns listade i Catalogue of Life.